# Lago di Valle
Il lago di Valle (o anche "lago di Castelet" o "di Fornace") è un lago della provincia di Trento, situato nel comune di Fornace e facente parte del bacino idrografico del torrente Fersina.

## Descrizione

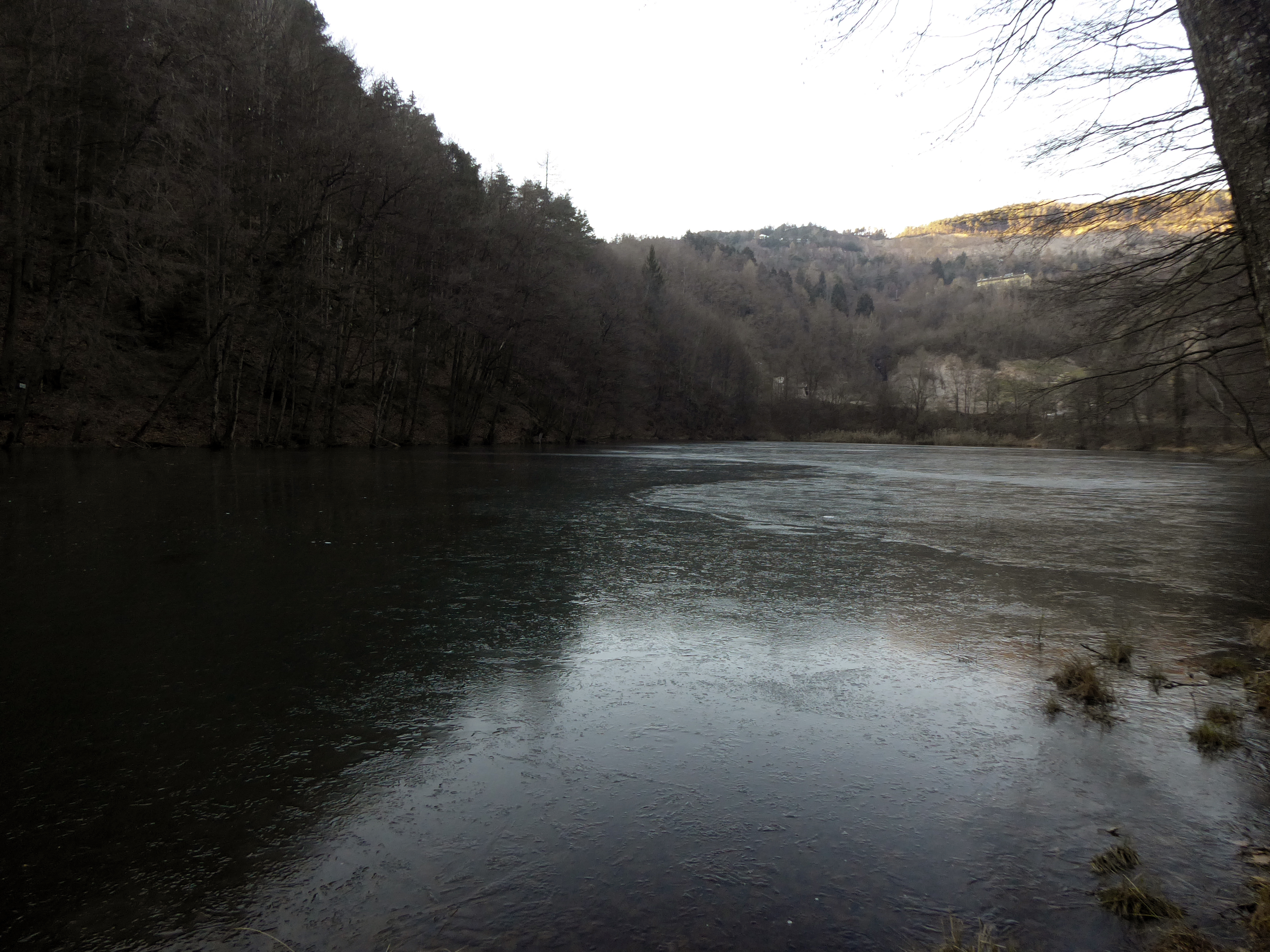
Il lago parzialmente gelato in inverno

Il lago di Valle è un lago di sbarramento alluvionale, di origine glaciale, di forma allungata e con rive perlopiù ripide, situato nella falda occidentale alle pendici del dosso di San Mauro. Vi si riversano il rio Saro (o rivo dei Sari o rivo Riva), il rio Santo Stefano (o rivo Albiano) e il rio Arfontane, ed è presente un unico emissario, il rio lago di Valle, che dopo appena 400 metri confluisce nel torrente Silla (va notato che fonti più antiche considerano il lago di Valle la sorgente del torrente Silla, di cui in tal caso il rio lago di Valle sarebbe la parte iniziale).
Il lago funge da corridoio biologico per numerose specie animali, inclusa la sua sponda meridionale, occupata da un canneto. Tra le specie ittiche si segnalano, tra le altre, luccio, anguilla e vari ciprinidi tra cui la tinca, mentre tra gli uccelli acquatici sono documentati la gallinella d'acqua, l'airone cenerino, il germano reale, la folaga e lo svasso maggiore.

## Storia

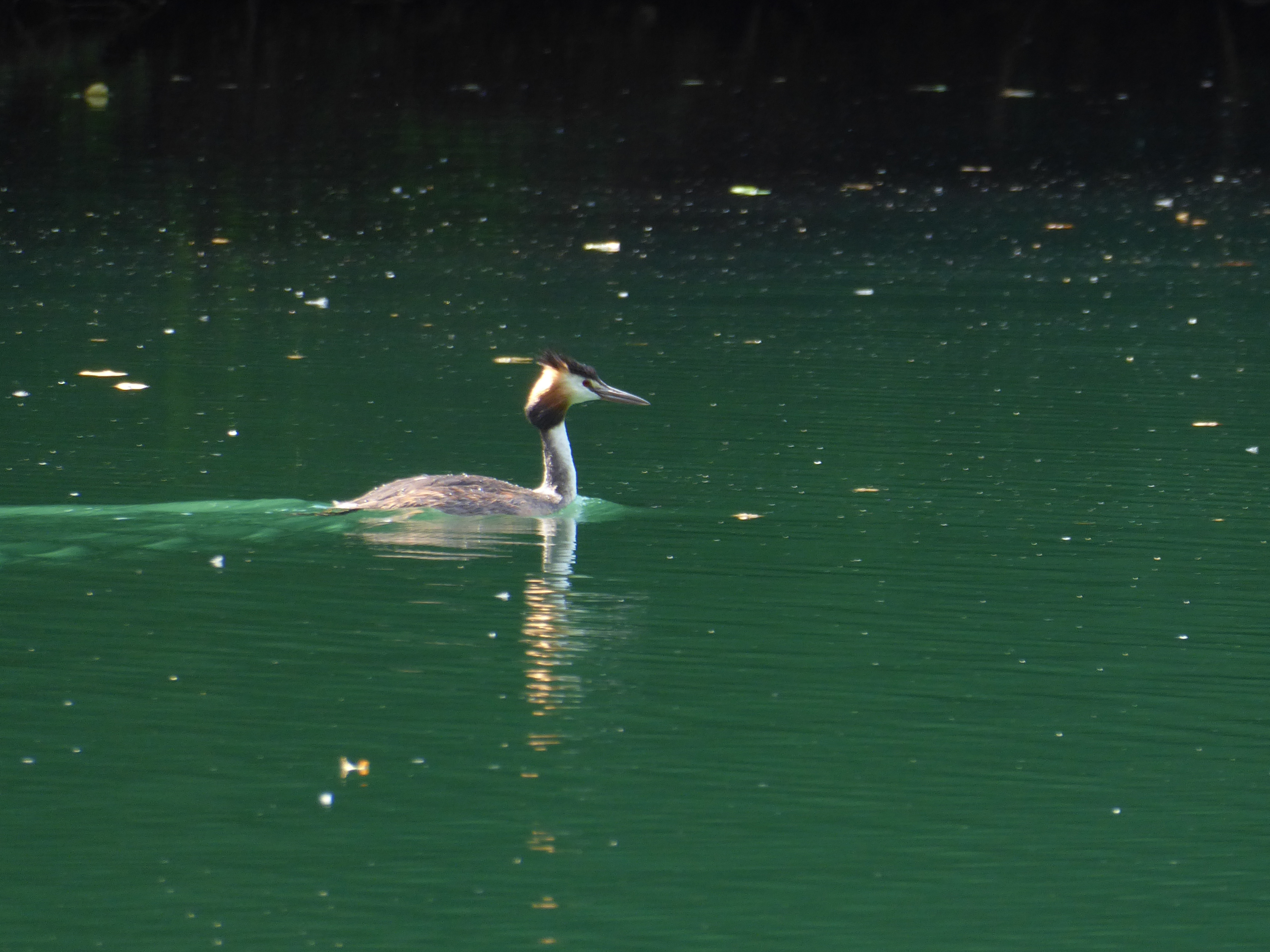
Uno svasso maggiore nelle acque del lago

A partire dagli anni settanta, l'attività di estrazione del porfido ha esercitato una forte pressione antropica sul lago (a cui si aggiunge la strada provinciale 71, che lo fiancheggia sulla costa orientale); i resti di lavorazione delle cave (una delle quali, poi chiusa, situata proprio a ridosso della riva settentrionale) finivano nel lago, sia trascinati dalla pioggia, sia per mano umana (alcune pompe di scarico vennero sequestrate dal Nucleo Operativo Ecologico nel 2009); come risultato il lago è andato incontro ad un forte degrado, tanto che a inizio degli anni duemila veniva considerato quasi privo di forme di vita; successivamente, è stato avviato un progetto di risanamento e riqualificazione e, al 2020, nel lago è possibile la pesca.